# Slottet Eltz
Slottet Eltz (kroatiska: Dvorac Eltz, tyska: Schloss Eltz) är ett slott i Vukovar, Kroatien. Slottet uppfördes 1749-1751 och hyser idag Vukovars stadsmuseum. Slottet Eltz är idag en av de mest representativa byggnaderna i Kroatien uppförda i barockstil. 

## Historia
1736 köpte kurfursten Philipp Karl von Eltz-Kempenich, medlem av den uradliga tyska släkten Eltz, en gård med tillhörande ägor i Vukovar. 1749 påbörjade Anselm Kasimir von Eltz uppförandet av slottet. Till en början uppfördes mittendelen och därefter skedde flera utbyggnader. Sitt nuvarande utseende fick slottet i början av 1900-talet efter ritningar av den wienske arkitekten Viktor Siedek. 
I slutet av 1920-talet hade familjen Eltz lämnat landet och efter andra världskrigets slut konfiskerades och förstatligades byggnaden av de jugoslaviska kommunisterna. Under det kroatiska självständighetskriget i början av 1990-talet skadades slottet mycket svårt av serbisk artilleribeskjutning men restaurerades i slutet av 2000-talet. Sedan oktober 2011 är slottet helt återställt och öppet för besökande.